# Tiazol
Tiazol, ou 1,3-tiazol,é um composto heterocíclico que contém tanto enxofre como nitrogênio, sendo que o termo 'tiazol' também refere-se a uma grande família de derivados. Apresenta-se como um líquido amarelo pálido com um odor semelhante a piridina e fórmula molecular C3H3NS. O anel tiazol é notável como um componente da vitamina tiamina (B1).